# アルファナッツ
アルファナッツ（AlphaNuts）は、ゲームクリエイターのHIDE（ヒデ）を代表とする同人ゲームサークルである。パソコンゲームのほか、携帯電話ゲームの開発も行っている。『NeoDeserter's PLUS』のプレスリリースによると、代表者の本郷を個人事業主とするグループであり、所在地は静岡県藤枝市となっている。

## 概要
元々は代表のHIDEが一人でゲームの制作・公開を行っており、2000年11月度のインターネットコンテストパークにおいて『Inde Terminate』が努力賞を受賞している。2002年4月度のコンテストパークにおいて金賞を受賞し、同年の「総合人気作品ベスト10」において145票を獲得し1位となった作品『今の風を感じて』では、のちにアルファナッツのメンバーとなる辺境紳士がグラフィッカーとして制作に参加している。『天使の微笑』の制作からアルファナッツとして活動を開始し、シェアウェアゲームの販売も行っている。『Deserter's2』がDocoMoケータイアプリ・オブ・ザ・イヤー2004にてグランプリを受賞したことを皮切りに携帯ゲームの開発にも力を入れている。
インターネットコンテストパークの審査スタッフも務めたゲームクリエイターの重歳謙治は、「コンパク史上に残る傑作」である『今の風を感じて』を制作したHIDEは、早い時期からサークルを立ち上げプロとして活動を始めた点でも「ツクールユーザーが目指すべき、ひとつの目標を示した」と評している。
ゲームクリエイターのSmokingWOLFは、企業に就職するかどうかを考えていた時期に、アルファナッツがウェブマネーと契約して『天使の微笑』をウェブサイトで販売していたため、自身も加盟して作品を販売したところ「結構売れ」たため、就職せずに「ゲーム開発の道で生きる」決断をしたと述べている。

## 制作作品

### PCゲーム
- 今の風を感じて（コンテストパーク金賞受賞　総合人気作品ベスト10第1位　2002年4月公開）
- 女神の涙（コンテストパーク銅賞受賞　総合人気作品ベスト10第4位　2001年3月公開）
- 女神の涙TRUE
- 女神の涙TRUE CD-ROM版
- 天使の微笑
- 白い絆（RPGツクールXPサンプル作品として収録）
- 白い絆外伝　黒い絆（テックウィン2004年10月号に収録）
- IndeTerminate（コンテストパーク努力賞受賞）
- IndeTerminatePLUS
- IndeTerminate Plus Alpha

### 携帯ゲーム
- Deserter's
- Deserter's2（ケータイアプリ・オブ・ザ・イヤー2004グランプリ受賞）
- Deserter's3
- 真紅の誓（RPGツクール for mobileのサンプルゲーム）
- DesBlank
- たくてぃかる はいすく～る
- CrimsonBlue（女神の涙モバイル）
- NeoDeserter's
- 明日から頑張るっ！

## メンバー
- HIDE（責任者）
- 曳山トワ（イラスト）
- 辺境紳士（イラスト）
- びしゅう（背景イラスト）
- エクス（ドット絵）
- 竹輪（ドット絵）
- タクミ（サウンド）
- HIRO（サウンド）